# Astartea laricifolia
Astartea laricifolia är en myrtenväxtart som beskrevs av Johannes Conrad Schauer. Astartea laricifolia ingår i släktet Astartea och familjen myrtenväxter. Inga underarter finns listade i Catalogue of Life.